# بدل‌کاری

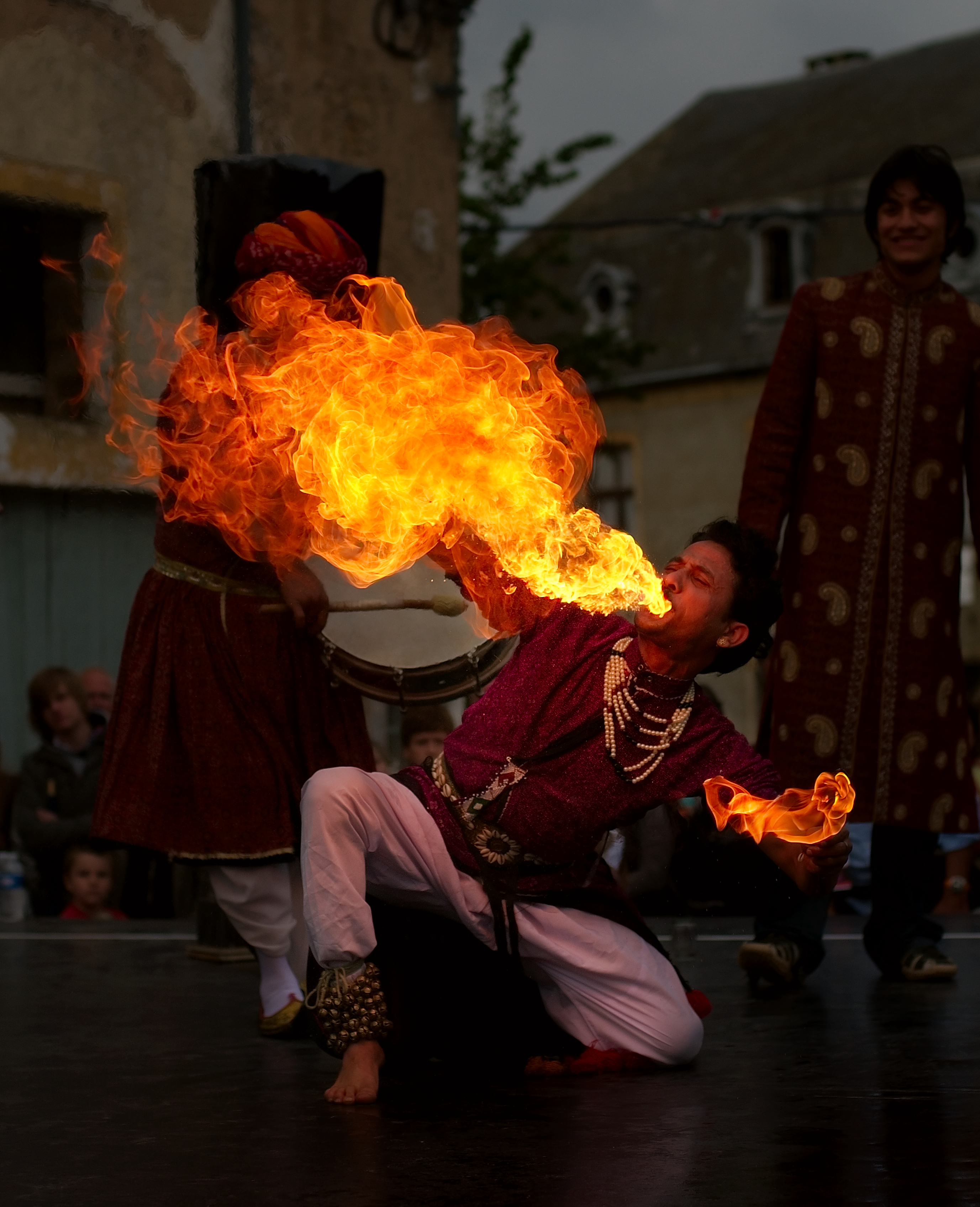
آتش دمیدن از دهان

بدل‌کاری به کارهای شگفت‌انگیز و سخت بدنی که برای انجام آن نیاز به تمرین و مهارت زیاد بدنی و روانی می‌باشد. کارهای نمایشی بیشتر برای انجام هنری بی همتا در رسانه‌های چون سینما، تلویزیون، تئاتر انجام می‌شود. این کارها در فیلم‌های اکشن نمود بیشتری دارند.

بدل آتش سوزی انسان ؛
مدرسه بدلکاری استان گلستان با مدیریت بدلکار گرگان محسن کلانتری با استفاده از تجهیزات مناسب و آموزش به هنرجویان و بازیگران با آتش زدن افراد بدلکاری آتش سوزی را به نمایش میدهند
جهت اطلاعات بیشتر تماس بگیرید
استاد کلانتری ۰۹۱۱۷۹۲۱۰۹۳